# 王船山纪念馆
26°57′27.1″N 112°23′12.3″E / 26.957528°N 112.386750°E
王船山纪念馆位于中国湖南省衡阳县船山广场东侧，以纪念明清时期思想家王夫之（字船山）。

## 历史沿革
王船山纪念馆于2002年10月建成开放，2008年对外免费开放。

## 建筑
王船山纪念馆为一座二层现代建筑，主体建筑共有2000平方米。
衡阳县文物局便位于王船山纪念馆内，王船山纪念馆为衡阳县文物局的下设单位。

## 展厅和藏品
馆内有四个展厅。主展厅150平方米，陈列王夫之的生平事迹与思想。
次展厅95平方米，为王夫之的思想书法展览，展示全国各地书法家作品40余件。
王船山纪念馆还收藏各类文物200多件，包括匾牌、印章、石刻等105件。
2016年，易昌陶先生的后人向纪念馆捐赠了易昌陶的《梅、兰、松、蕉》四条屏国画作品。